# هنر بیرونی
اصطلاح هنر بیرونی توسط منتقد هنری راجر کاردینال در سال ۱۹۷۲ به عنوان مترادف انگلیسی برای هنر بی رحم ("هنر خام" یا "هنر خشن")، برچسب ایجاد شده توسط هنرمند فرانسوی ژان دوبوفت برای توصیف هنر ابداع شد. در خارج از مرزهای فرهنگ رسمی ایجاد شده‌است. دوبفت به ویژه به عنوان مثال در بیماران روانپزشکی روانپزشکی وکودکان، از هنرهایی که در خارج از صحنه هنری مستقر بودند، متمرکز شد.